# Château de Clefs
Ne doit pas être confondu avec Châteaux des Clets ou Château des Clées.
Le château de Clefs est un manoir situé à Clefs-Val d'Anjou, en France.

## Localisation
Le manoir est situé dans le bourg de Clefs.

## Description

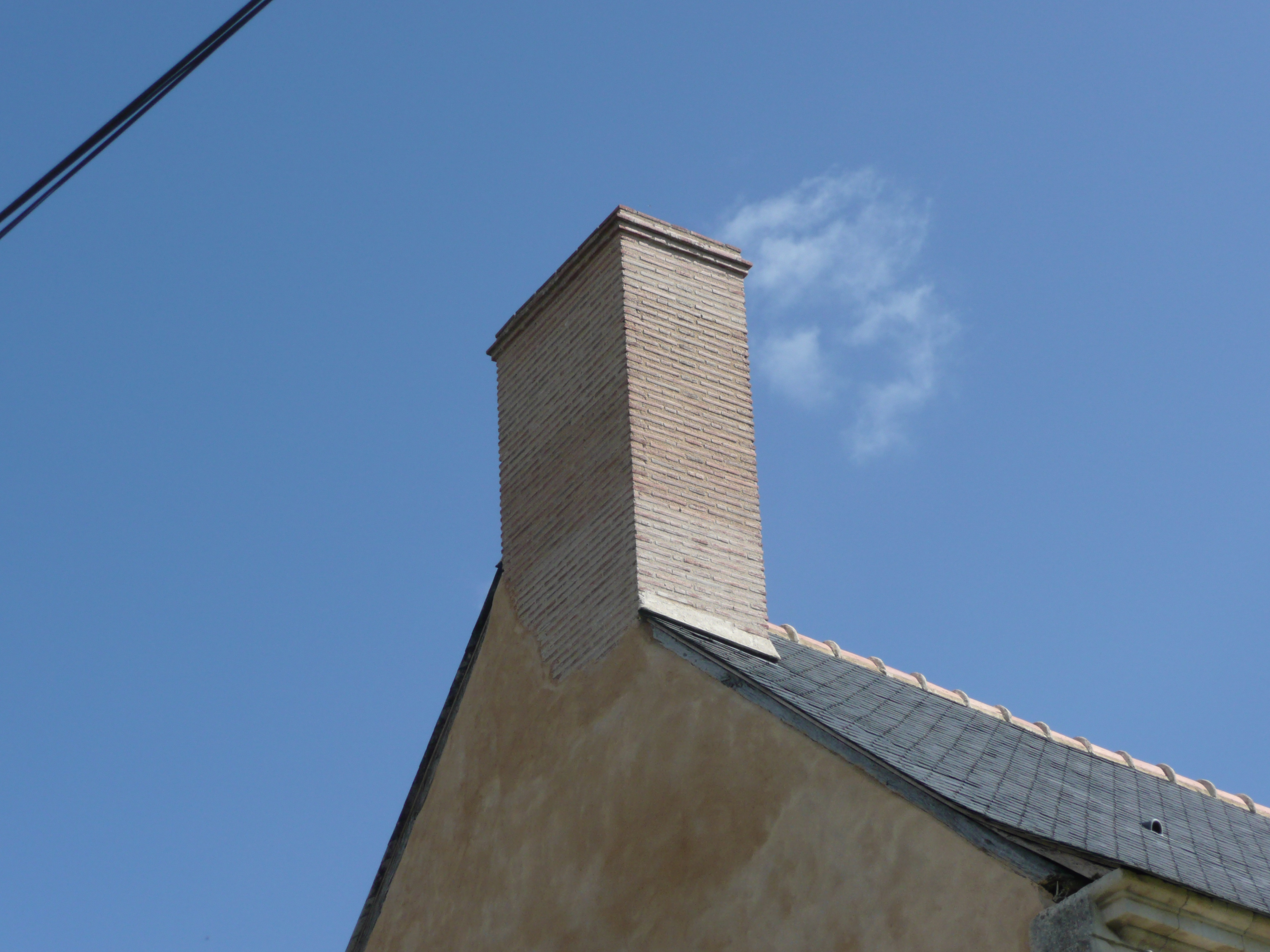
La cheminée sur rue.
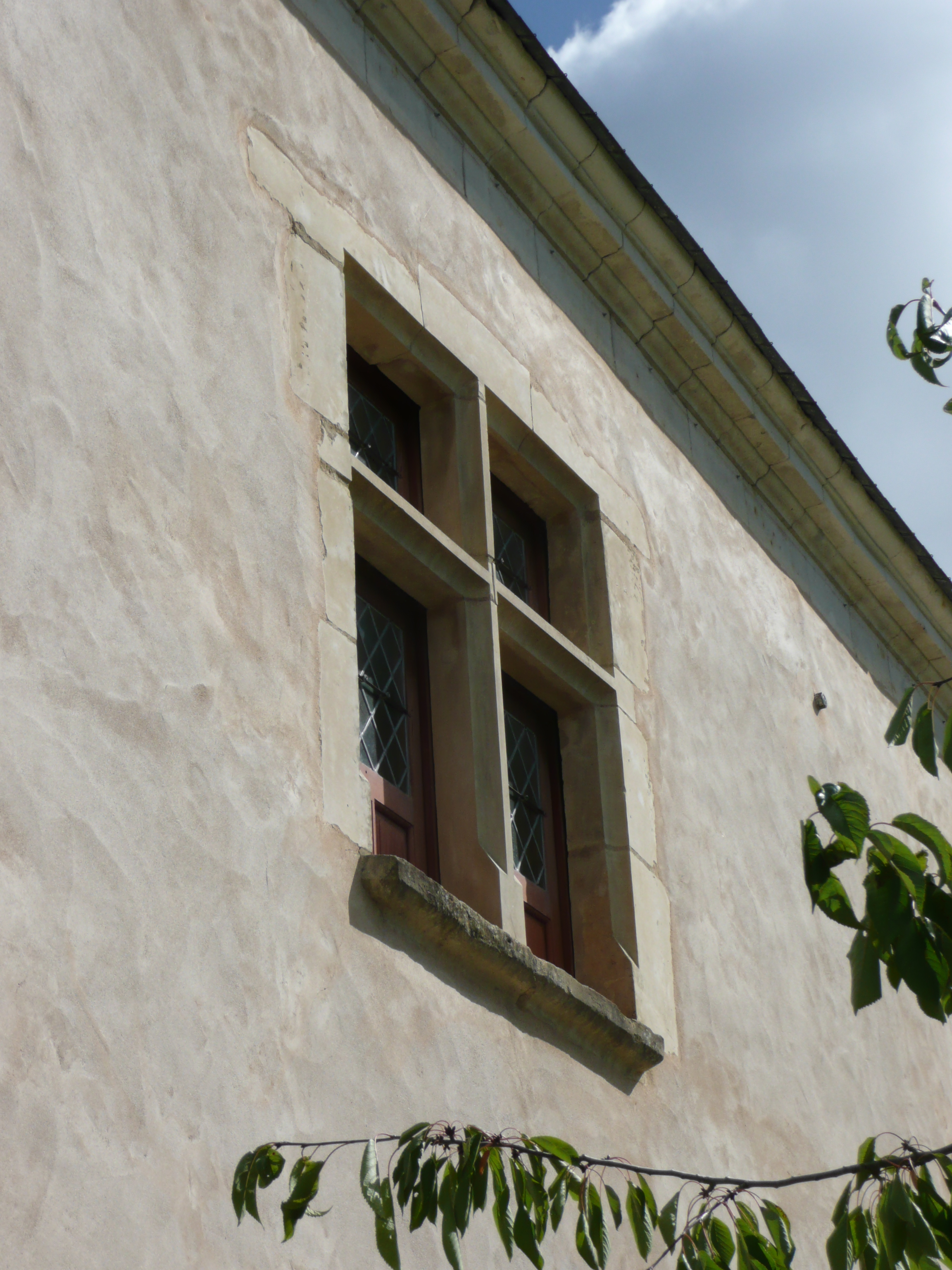
Une des croisée sur jardin.
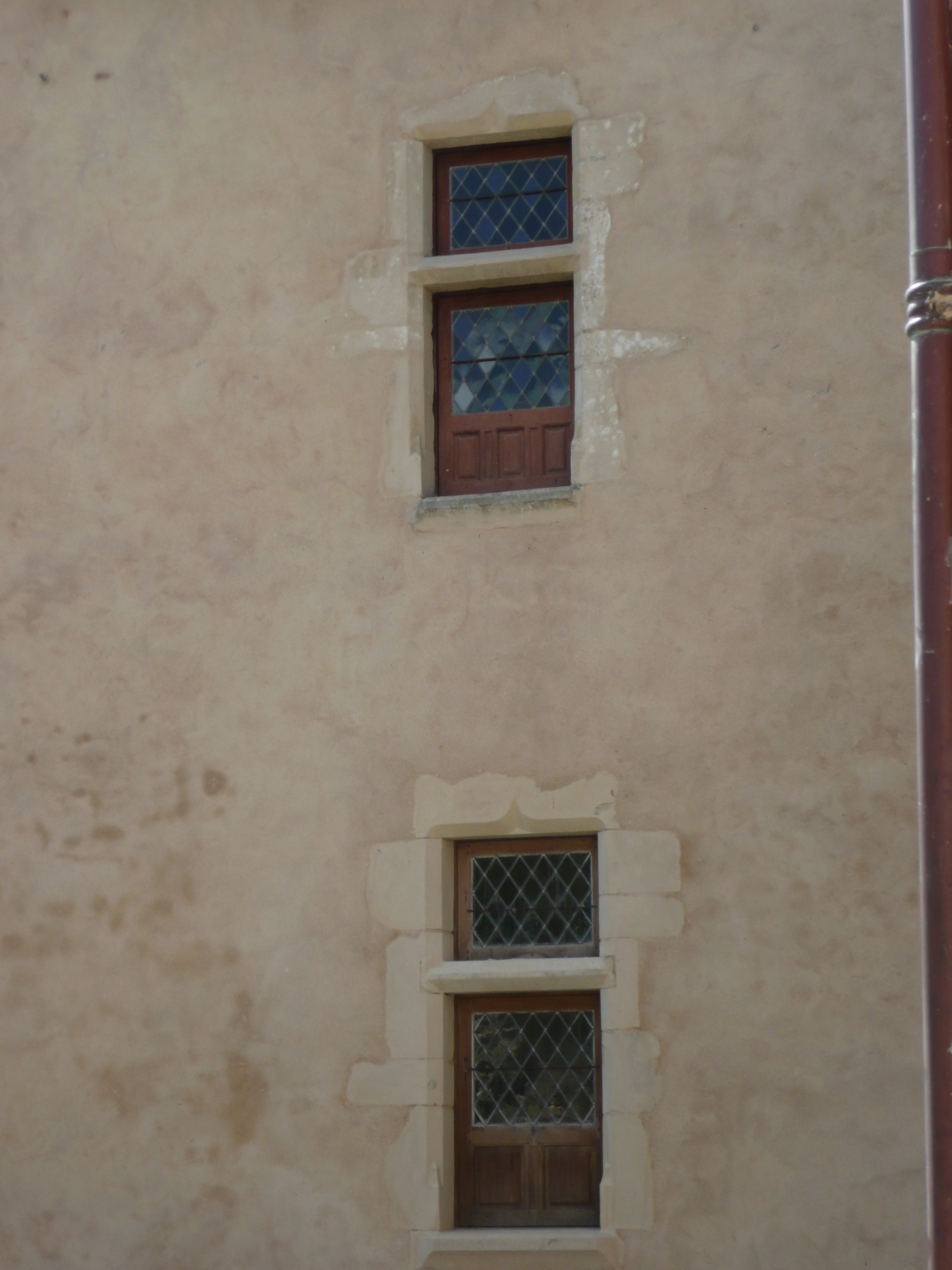
Demi-baies à traverse sur jardin.
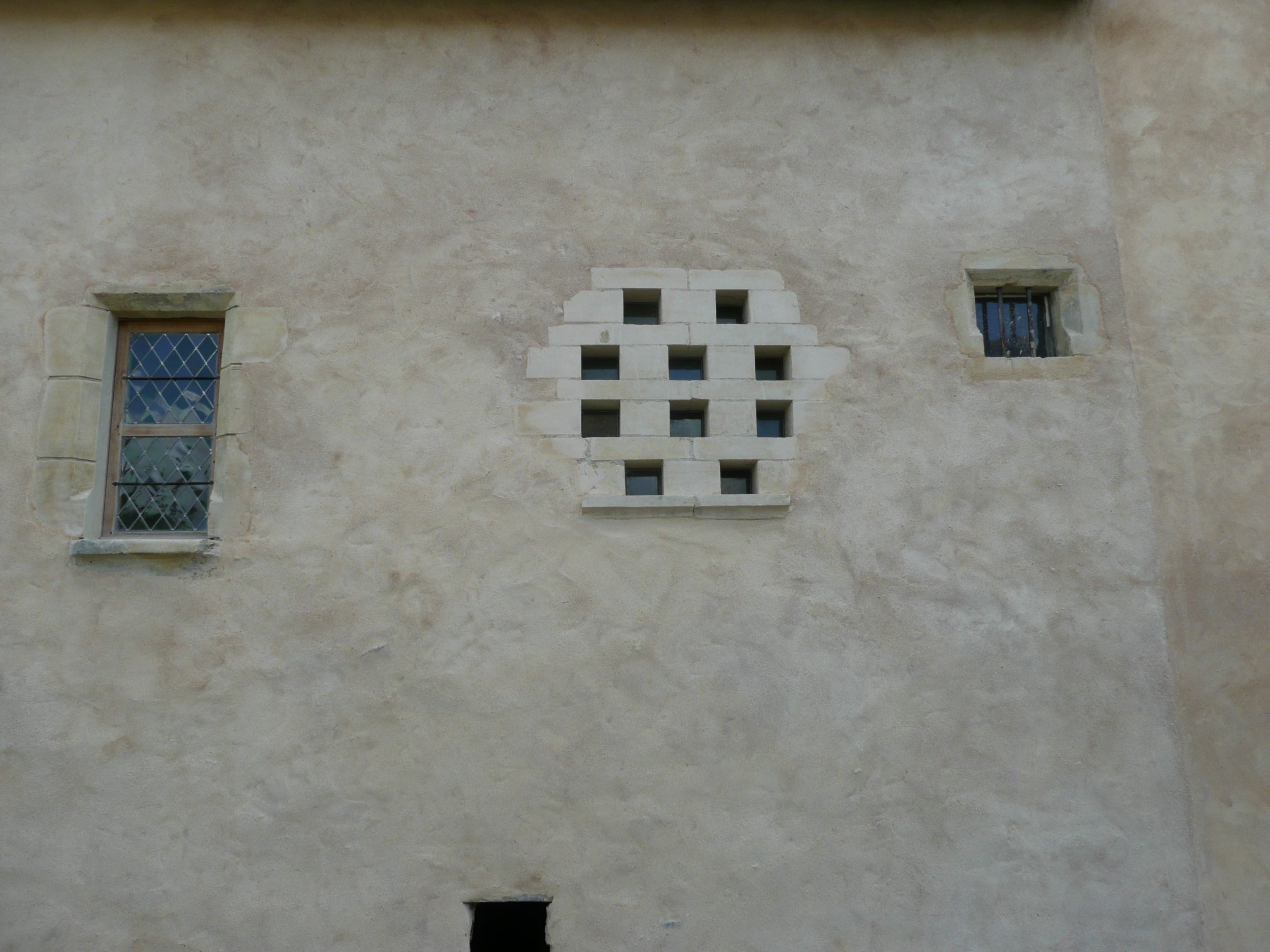
Boulins dans le mur sur rue.

## Historique
L'édifice est inscrit au titre des monuments historiques en 1998.
Manoir construit en 1515 par Louis de Chandio (1480-1531), capitaine des gardes des corps de François 1er.